# Giải bóng đá hạng nhất quốc gia Bỉ 1974–75
Đây là thống kê của Giải bóng đá hạng nhất quốc gia Bỉ mùa giải 1974–75.

## Tổng quan
Giải có sự tham gia của 20 đội, và R.W.D. Molenbeek giành chức vô địch.

Cuối mùa giải, hạng đấu giảm số lượng từ 20 xuống 19 đội, do đó có 3 câu lạc bộ xuống hạng cùng với  2 câu lạc bộ lên hạng từ Division II để thay thế.

## Bảng xếp hạng
| Vị thứ | Đội bóng                       | St | T  | H  | B  | BT | BB | Đ  | HS  | Ghi chú                                       |
| ------ | ------------------------------ | -- | -- | -- | -- | -- | -- | -- | --- | --------------------------------------------- |
| 1      | R.W.D. Molenbeek               | 38 | 25 | 11 | 2  | 92 | 39 | 61 | +53 | Tham gia 1975-76 European Cup.                |
| 2      | Royal Antwerp FC               | 38 | 22 | 8  | 8  | 75 | 29 | 52 | +45 | Tham gia 1975-76 UEFA Cup.                    |
| 3      | R.S.C. Anderlecht              | 38 | 19 | 14 | 5  | 72 | 26 | 52 | +46 | Tham gia 1975-76 European Cup Winners' Cup.   |
| 4      | Club Brugge K.V.               | 38 | 19 | 11 | 8  | 79 | 34 | 49 | +35 | Tham gia 1975-76 UEFA Cup.                    |
| 5      | Beerschot                      | 38 | 19 | 10 | 9  | 58 | 34 | 48 | +24 |                                               |
| 6      | Standard Liège                 | 38 | 18 | 8  | 12 | 59 | 42 | 44 | +17 |                                               |
| 7      | Lierse S.K.                    | 38 | 18 | 6  | 14 | 52 | 52 | 42 | +10 |                                               |
| 8      | K.S.C. Lokeren Oost-Vlaanderen | 38 | 15 | 12 | 11 | 51 | 48 | 42 | +3  |                                               |
| 9      | K.S.V. Waregem                 | 38 | 13 | 13 | 12 | 48 | 42 | 39 | +6  |                                               |
| 10     | Cercle Brugge K.S.V.           | 38 | 12 | 13 | 13 | 37 | 43 | 37 | -6  |                                               |
| 11     | R.F.C. de Liège                | 38 | 14 | 7  | 17 | 48 | 53 | 35 | -5  |                                               |
| 12     | K.S.K. Beveren                 | 38 | 11 | 12 | 15 | 29 | 42 | 34 | -13 |                                               |
| 13     | Beringen FC                    | 38 | 11 | 11 | 16 | 46 | 56 | 33 | -10 |                                               |
| 14     | R. Charleroi S.C.              | 38 | 10 | 13 | 15 | 44 | 60 | 33 | -16 |                                               |
| 15     | K Berchem Sport                | 38 | 8  | 16 | 14 | 34 | 47 | 32 | -13 |                                               |
| 16     | A.S.V. Oostende K.M.           | 38 | 9  | 12 | 17 | 60 | 81 | 30 | -21 |                                               |
| 17     | KV Mechelen                    | 38 | 9  | 10 | 19 | 25 | 47 | 28 | -18 |                                               |
| 18     | KFC Diest                      | 38 | 8  | 7  | 23 | 32 | 70 | 23 | -38 | Xuống hạng Giải bóng đá hạng nhì quốc gia Bỉ. |
| 19     | Olympic Montignies-sur-Sambre  | 38 | 6  | 11 | 21 | 30 | 87 | 23 | -57 | Xuống hạng Giải bóng đá hạng nhì quốc gia Bỉ. |
| 20     | FC Winterslag                  | 38 | 5  | 13 | 20 | 30 | 69 | 23 | -39 | Xuống hạng Giải bóng đá hạng nhì quốc gia Bỉ. |